# صوت‌شناسی
صوت‌شناسی یا آکوستیک یکی از شاخه‌های علم فیزیک است و موضوع آن بررسی موج‌های مکانیکی در گازها، مایع‌ها و جامدها، از جمله نوسان‌ها، صدا، فراصوت و فروصوت است. کاربردهای آکوستیک در بسیاری از جنبه‌های زندگی امروز دیده می‌شوند و ساده‌ترین نمونه آن صنایع صوتی و نیز کنترل نویز (مکانیکی) است.
واژهٔ آکوستیک برگرفته از ریشهٔ یونانی ακουστικός، به معنای «برای و از شنوایی» و نیز از ἀκουστός به معنای «قابل شنیدن» است.

## تاریخچه

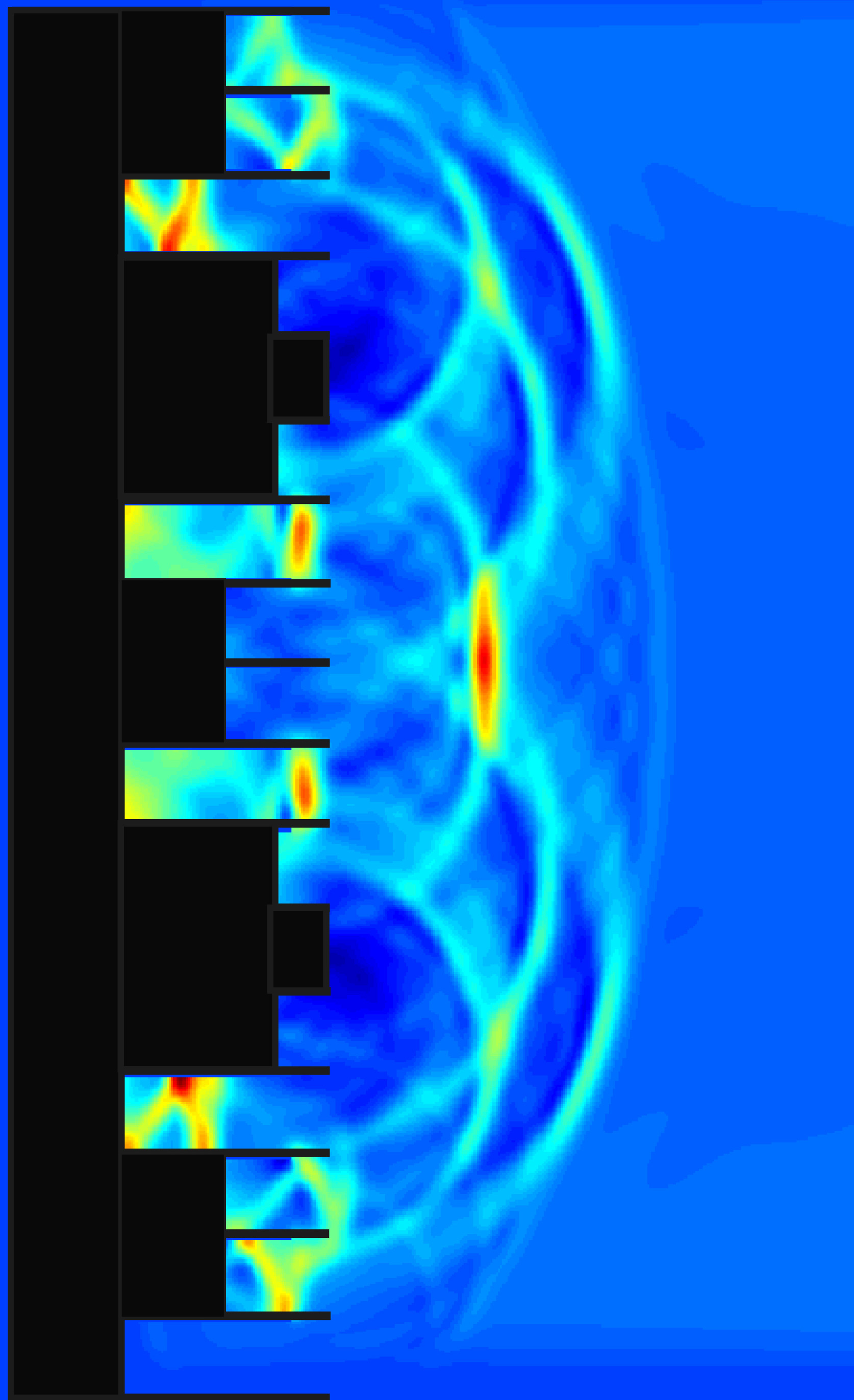
شبیه‌سازی اثر یک دیفیوزر سه بعدی استودیو ضبط بر روی صوت

از نظر اهمیتی که آکوستیک یا علم صدا دارا می‌باشد می‌توان انتظار داشت که این موضوع در تاریخ علوم فیزیک جزو مطالب اساسی به‌شمار رفته باشد، در صورتی که چنین چیزی نیست، زیرا در قبال تاریخ سایر علوم، تاریخ آکوستیک قسمت از قلم افتاده و مهجوری بیش نیست. یکی از دلایل این مهجوریت تاریخی این است که نظریه اساسی اصلی راجع به انتشار و اخذ صوت از زمان‌های بسیار قدیم در تحولات فکر بشری پیدا شده و اسلوب این فکر همان است که امروزه مورد قبول ماست.

## تولید صوت
وقتی که به یک جسم جامد ضربه وارد می‌سازیم، تولید صدا می‌کند. تحت بعضی از شرایط صدای حاصل، بگوش انسان خوش آیند و مطبوع است و این در واقع اساس پیدایش علم موسیقی است که سالیان دراز قبل از تاریخ ضبط صوت، موجود بوده‌است، اما موسیقی، قرنها قبل از اینکه از نظر علمی مورد تحقیق قرار گیرد، جزو صنایع ظریفه محسوب می‌گردید. این مطلب مورد قبول عموم است که اولین فیلسوف یونانی که مبنای موسیقی را بررسی نموده‌است. فیثاغورث می‌باشد که ۶ قرن قبل از میلاد زندگی می‌کرده‌است.

## ارتباط صوت و ارتعاش
تجربیات روزانه نشان می‌دهد که احساس شنیدن وقتی برای ما پیدا می‌شود که شیئی که در مجاورت ما واقع شده‌است به ارتعاش در آید؛ مثلاً اگر کنار ما جامی فلزی قرار داشته باشد چنانچه با یک قطعه فلز به بدنه جام بزنیم صدایی از آن به گوش می‌رسد، و اگر با دقت به آن نگاه کنیم ملاحظه می‌گردد که در حین صدا دادن لبه جام غیر واضح می‌باشد و این علامت ارتعاش سریع است. اگر در این هنگام پاندول سبک‌وزن ساده‌ای را به بدنه جام نزدیک کنیم ضربه‌های پشت سر هم بدنه جام را روی پاندول که دلیل ارتعاش آن است به خوبی مشاهده می‌کنیم. اما بعضی اوقات ارتعاش به اندازه‌ای سریع است که با چشم دیده نمی‌شود و باید با وسایل مختلف از قبیل وسیله فوق وجود آن را در اجسام ظاهر ساخت.
- علاوه بر آزمایش‌های مربوط به هوا جامدات و مایعات نیز صدا را منتقل می‌کنند. هر کس می‌داند که با گذاشتن گوش خود بر زمین می‌تواند حرکت عابرین پیاده و چهارپایان را از مسافت نسبتاً زیادی بشنود. همچنین اگر گوش خود را به ریل راه‌آهن بچسبانیم حرکت لکوموتیو و قطار را ممکن است از چندین کیلومتر بشنویم. خاصیت انتقال صوت در جامدات و مایعات قویتر از خاصیت مزبور در گازها می‌باشد.

اغلب دیده‌ایم که با وجودی که پهلوی ریل راه‌آهن ایستاده‌ایم، صدای حرکت قطاری را که دور از ما واقع شده‌است نمی‌شنویم، و اگر بخواهیم صدای حرکت قطار مزبور را بشنویم یا باید گوش خود را به ریل بچسبانیم یا اینکه یک سر میله چوبی یا فلزی را به ریل چسبانده و سر دیگر را روی گوش خود بگذاریم، طوری‌که در هر دو حالت استخوان خارجی گوش به ارتعاش در آید. به همین دلیل است که دیاپازون را روی جعبه مخصوص قرار می‌دهند تا صدایش قوی شود.
- صدا نتیجه ارتعاش یک جسم است و در محیط مادی (هوا یا آب) به صورت موج انتشار می‌یابد و ما در دستگاه شنوایی مان آن را با فعل و انفعالات فیزیولوژیکی درک می‌کنیم.
- بسامد: تعداد حرکت نوسانی را در مدت زمان معین بسامد می‌نامند. (هر حرکت کامل نوسانی تناوب نامیده می‌شود). زمان اندازه‌گیری نوسان‌ها ثانیه می‌باشد و تعدادشان با واحد هرتز مشخص می‌شود. ثانیه/تعداد نوسان Hz=
- هرقدر بسامد صدا بیشتر باشد یعنی حرکت ارتعاشی تندتر باشد صدای حاصل زیرتر و هرقدر بسامد آن کمتر باشد بم تر خواهد بود. اما گوش انسان سالم تنها قادر به شنیدن صداها در بازه بسامدی بین ۲۰ تا ۲۰۰۰۰هرتز می‌باشد. در این میان باید توجه داشت که با افزایش سن، انسان معمولاً توانایی شنیدن فرکانس‌های خیلی بالا یا خیلی پایین را از دست می‌دهد.
- برای تولید و انتشارات امواج آکوستیکی، ارتعاش‌هایی را که سبب تولید و انتقال موجهای آکوستیکی می‌شوند بر حسب حدود فرکانسشان به سه دسته تقسیم می‌شوند: ارتعاش‌های صوتی که در ایجاد صدا مؤثرند و با گوش شنیده می‌شوند. حدود فرکانس ارتعاش‌هایی از این نوع که در ایجاد صدا مؤثرند و با گوش شنیده می‌شوند، بین ۲۰ الی ۱۵۰۰۰ سیکل بر ثانیه می‌باشد. ارتعاش‌های فراصوتی از فرکانسهای ۱۵۰۰۰ سیکل بر ثانیه به بالا و ارتعاش‌های فروصوتی، از فرکانسهای ۲۰ سیکل بر ثانیه به پایین.
- طول موج: جسم مرتعش هر تناوب کامل را در مدت زمانی مشخص انجام می‌دهد. واحد طول موج متر بوده و هرچه این مقدار کوتاهتر باشد صدا زیرتر و در صورت بلند بودن صدا بم تر می‌باشد.
- دامنه: حداکثر مسافتی که جسم مرتعش از نقطه تعادل خود در وسط به دو طرف (نقاط اوج) طی می‌کند. دامنه بیانی از شدت صداست. هرچه دامنه صدا بلندتر صدا شدیدتر و در صورت کوتاه بودن صدا ضعیف تر است.
- شدت صوت:احساس بلندی و کوتاهی صدا مربوط به انرژی حمل شده با امواج صوتی است و بر حسب واحد دسی بل می‌باشد که یک واحد مقایسه‌ای است و عبارت است از ده برابر log نسبت شدت صدای مورد نظر به شدت یک سطح مقایسه‌ای که به‌طور قراردادی صدایی است که دارای ۰/۰۰۰۲ میکرو بار فشار بوده و به عنوان آستانه شنوایی در انسان در نظر گرفته می‌شود.

فرکانس شنوایی انسان بین۲۰۰۰۰ – ۲۰ سیکل در ثانیه انجام می‌شود که دارای شدتی برابر ۶۰ – ۳۰ دسی بل می‌باشد. صداهای مختلف دارای شدت دسی بل متفاوت هستند. به عنوان مثال صدای صحبت انسان به‌طور معمول ۶۰ دسی بل و صدای موتور هواپیمای جت ۱۲۰ دسی بل است.
- تفاوت بلندی و شدت صوت: شدت صوت یک کمیت فیزیکی است اما بلندی صوت یک خاصیت فیزیولوژیکی که علاوه بر شدت صوت به گوش انسان نیز بستگی دارد.
- نوفه: نوفه یا سر و صدا واژه‌ای است که برای توضیح وضعیت صدا در زمان‌های به خصوص به کار می‌رود. صدا، تعریف نوفه بر اساس جنبه‌های فیزیکی صدا ممکن نیست، چرا که یک صدا می‌تواند در یک لحظه «خواسته» باشد، در صورتی که در شرایط دیگر یا برای همان افراد «ناخواسته» باشد و به عنوان نوفه تلقی شود و لذا به دلیل مطرح شدن عوامل ذهنی و فیزیولوژیکی و حالات درونی ارائه تعریف برای آن مشکل است. اما به‌طور کلی به صداهای ناخواسته یا آزاردهنده که به هر دلیلی بر فعالیت‌های روزانه ما اثر منفی بگذارد، نوفه گفته می‌شود. صداها زمانی ناخواسته گفته می‌شود که: – صحبت کردن و برقراری ارتباط میان افراد را تحت تأثیر قرار دهند. – در فرایندهای فکر کردن و تمرکز فکری اختلال ایجاد کنند. – از انجام مناسب فعالیت‌ها جلوگیری نمایند.
- شیوش (طنین یا رنگ صوتی): صداهای موسیقایی و سازها دارای شیوش خاص خود هستند و علت تشخیص صدای سازها از یکدیگر در حال نواختن یک نت مشترک همین امر است. صدای بی شیوش منحنی سینوسی دارد و منظم است.
- هارمونیک (موج فرعی): صدای شما ترکیبی از چند موج صوتی است. دانشمندان هر موج صوتی را «هارمونیک» می‌نامند. مجموع این هارمونیک‌ها، صدای شما را به شکل یک موج پیچیدهٔ صوتی تشکیل می‌دهند. تفاوت صدای افراد ناشی از تفاوت در همین هارمونیک‌ها می‌باشد.
- نواک: بیانی از زیر یا بم بودن یک صداست. بعضی صداهای غیر موسیقایی شیوش دارند اما تشخیص نواک در آن‌ها مشکل می‌باشد. مانند صدای باران
- پژواک: وقتی داخل یک سالن بزرگ یا یک معبد با صدای بلند سخن می‌گوییم، انعکاس صدای خود را پی در پی می‌شنویم. به این پدیده اکو یا پژواک می‌گویند .. پژواک زمانی تولید می‌گردد که از موانع انعکاس یابند. اما همه اشیاء صوت را منعکس نمی‌کنند. برخی از اشیاء مثل چوب، جوت (کنف هندی)، مقوای نازک و موارد دیگر صوت را جذب می‌کنند. جهت شنیدن پژواک لازم است که مانع منعکس‌کننده صوت در فاصله حداقل ۱۷متری از منبع صوتی قرار گیرد؛ زیرا اثر صوت به مدت یک دهم ثانیه در گوش ما پدیدار می‌ماند. اگر یک سیگنال صوتی به گوش ما برسد، و به دنبال آن در یک دهم ثانیه سیگنال صوتی دیگری نیز به گوشمان واردشود، سیستم شنوایی گوش، آن را تشخیص نخواهد داد. سرعت صوت ۳۴۰ متر در ثانیه می‌باشد.
- پس آوا: مدت دوام آوا پس از خاموش شدن سرچشمه آوا را پس آوا گویند که کمیتی قابل محاسبه است. هرچه پس آوا در یک فضا بیشتر باشد وضوح کمتر است. (طنین) پس‌آوا شامل پژواک‌های به هم فشرده‌است، به‌طوری‌که مغز انسان قادر به تفکیک آن‌ها از یکدیگر نیست، بنابراین آن‌ها را به صورت یک‌پارچه می‌شنود.

## آکوستیک در یک فضا
- تصور کنید در شکل مقابل در نقطه سبز رنگ یک منبع صوتی وجود دارد که می‌تواند بلندگوهای یک دستگاه پخش، نوازنده یک ساز، خواننده یا یک ارکستر باشد. برای سادگی بررسی فرض می‌کنیم نسبت منبع صوتی به فضای اتاق آنقدر کم است که می‌توان آن را یک منبع نقطه‌ای صوت در نظر گرفت.
- انرژی انعکاسهای صوت با توجه به مسیری که طی می‌کنند به تدریج کاسته می‌شود؛ و امواج صوتی هنگام برخورد به موانع با زاویه تابش نسبت به خط مماس بر نقطه برخورد بازتابیده خواهند شد؛ بنابراین به دلیل اینکه این اتاق دارای چهار دیوار است، چهار بازتابش داریم که همان صوت تولید شده را پس از طی مسافت طولانی تری به گوش شنونده می‌رسانند. به عبارت دیگر هرچه از منبع بیشتر دور شویم انرژی صوتی کمتر خواهد شد؛ بنابراین مشخص است که بازتابش‌هایی از منبع اصلی صوت که مسافت بیشتری را برای رسیدن به گوش شنونده طی می‌کنند؛ اول دیرتر به گوش شنونده می‌رسند و دوم حامل انرژی کمتری هستند.

## نکات مهم
صوت در دو نوع مستقیم و غیر مستقیم دریافت می‌شود. صداهای مستقیم در یک فرم کروی انتقال یافته و از منبع به‌طور مستقیم به شنونده می‌رسند و این فرم کروی در حرکت باعث می‌شود در تمام جهت‌ها در یک زمان مشخص حرکت داشته باشد. در حالت غیر مستقیم صدا در اثر برخورد با یک سطح بازگشت یافته و سپس به دریافت‌کننده می‌رسد. صدا هم‌زمان که از مسیرهای مختلف خارج می‌گردد دریافت می‌شود.
کنترل آکوستیکی به معنی کنترل انتشار مستقیم و غیر مستقیم (مسیرهای ثانویه) توسط صوت است. برای فراهم نمودن یک صدای خوب در محیط باید به سه نکته توجه ویژه داشت اول کنترل و رسیدن صدای خوب به هر شخص به صورت مستقیم است که این موضوع خود بیانی از مباحث انتشار و بازگشت و کم کردن مدت زمان طنین جهت جلوگیری از هم پوشانی شدن صداها توسط یکدیگر است. دوم جلوگیری از ایجاد نویز یا نوفه بوده که از طریق انتخاب سایت مناسب دور از آلودگی صوتی، دیوارهای دوجداره، مصالح جاذب و دورسازی تأسیسات از چنین محیط‌هایی و همچنین قرار دادن فضاهای واسطه‌ای چون کریدور و انبار میان محیط خارج و فضاهای شنوایی است؛ و سوم استفاده از سیستم‌های صوتی ایدئال می‌باشد؛ که در واقع تقویت صدا توسط به‌کارگیری میکروفونها و بلندگوها و آمپلی‌فایرها با تعبیه یک اتاق کنترل است؛ که بسته به نوع به‌کارگیری متفاوت بوده و از سیستم‌های مختلفی می‌توان بهره برد.

## پنل‌های آکوستیک

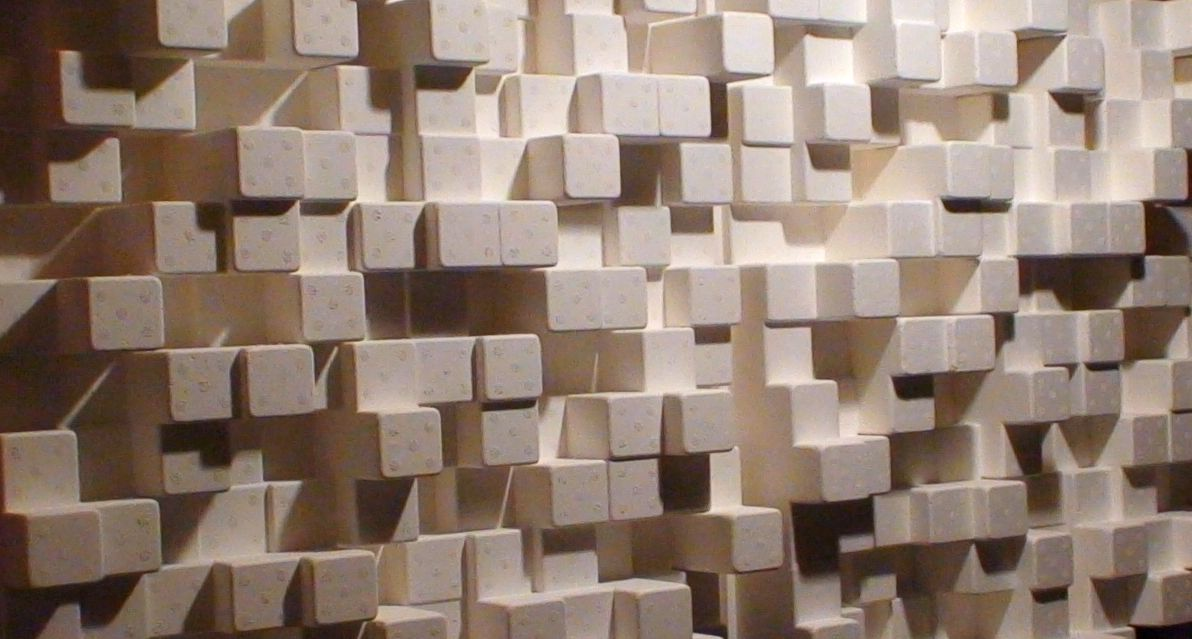
دیفیوزر سه بعدی

امروزه برای کنترل صوت در استودیوها، اتاق‌ها ضبط، آمفی تئاترها، سالن‌ها سینما و… پنل‌هایی بر اساس دانش آکوستیک ساخته شده‌است که موجب کنترل صدا و جلوگیری از بازگشت صدا می‌گردند.
این پنل‌ها عمدتاً به سه دسته تقسیم می‌شوند:
- جاذب‌ها

این پنل‌ها دارای ساختار ویژه‌ای هستند که موجب جذب صدا می‌شوند و در نتیجه از بازگشت صدا (ریورب) جلوگیری می‌نمایند. از جمله این پنل‌ها می‌توان به فوم‌های (ابرهای پلی یورتان) جاذب اشاره کرد. نکته قابل توجه در مورد این پنل‌ها شکل این پنل‌ها می‌باشد، به‌طوری‌که شکل‌های هندسی (به عنوان مثال شکل تخم مرغ) این پنل‌ها با افزایش سطح جذب می‌تواند موجب جذب بیشتر صوت و کارایی بیشتر پنل آکوستیک گردد. از سوی دیگر اشکال مختلف این پنل‌ها می‌توانند اثرات متفاوتی بر روی جذب بگذارند به عنوان مثال نتایج یک تحقیق نشان می‌دهد با تغییر شکل جاذب گوه‌ای (هرمی مانند) به بیضی (تخم مرغی شکل) بهبود قابل توجه‌ای در جذب صدا در بسامدهای پایین به وجود آمده‌است.
- دیفیوزرها

این پنل‌ها از اساسی‌ترین رکن‌های آکوستیک به ویژه استودیوها هستند و به نحوی ساخته شده‌اند که با برخورد امواج صدا به آن‌ها امواج در مسیرها متفاوت پراکنده می‌گردند و در  نتیجه از بازگشت مجدد صدا در همان مسیر جلوگیری می‌نمایند. معمولاً این پنل‌ها از جنس پلاستوفوم (یونولیت) یا چوب ساخته می‌شوند. از انواع آن می‌توان به پنل‌های دیفیوزر دوبعدی و سه بعدی اشاره نمود. نکته قابل توجه در مورد این پنل‌ها این است که نباید از مواد سلول بازی از جمله اسفنج (ابر) ساخته شوند چرا که مواد سلول بازی نظیر اسفنج با توجه به خاصیت جاذب بودن خود نمی‌توانند موجب پخش شدن (پخش شدن امواج) شوند
- جاذب پخش‌گر

پنل‌های جاذب پخش‌گر یا دیفیوزرابزوربر، تایل‌های آکوستیکی هستند که دو فرایند جذب و پخش را هم‌زمان انجام می‌دهند. معمولاً این پنل‌ها از یک لایه سخت و سلول بسته نظیر چوب بر روی سطح و یک لایه سلول باز نظیر فوم پلی یورتان در زیر پنل ساخته می‌شوند. سطح سخت دارای شیارها و اشکالی است که موجب پخش امواج صوتی می‌شود و فوم پلی یورتان سلول باز در زیر شیارها وظیفه جذب را انجام می‌دهد. این پنل‌ها موجب افزایش شفافیت صدا در محیط می‌گردند و در مجموع دارای کارایی بالاتری نسبت به هر دو پنل دیفیوزر و جاذب به تنهایی هستند. معمولاً این پنل‌ها در استودیوها و در کنترل روم کاربرد دارند ولی در دفاتر کار، سالن‌های اجتماعات و جاهایی که مشکل پیچش صدا یا هم آوایی وجود دارد نیز قابل استفاده می‌باشند.